# سوزانا مالکورا

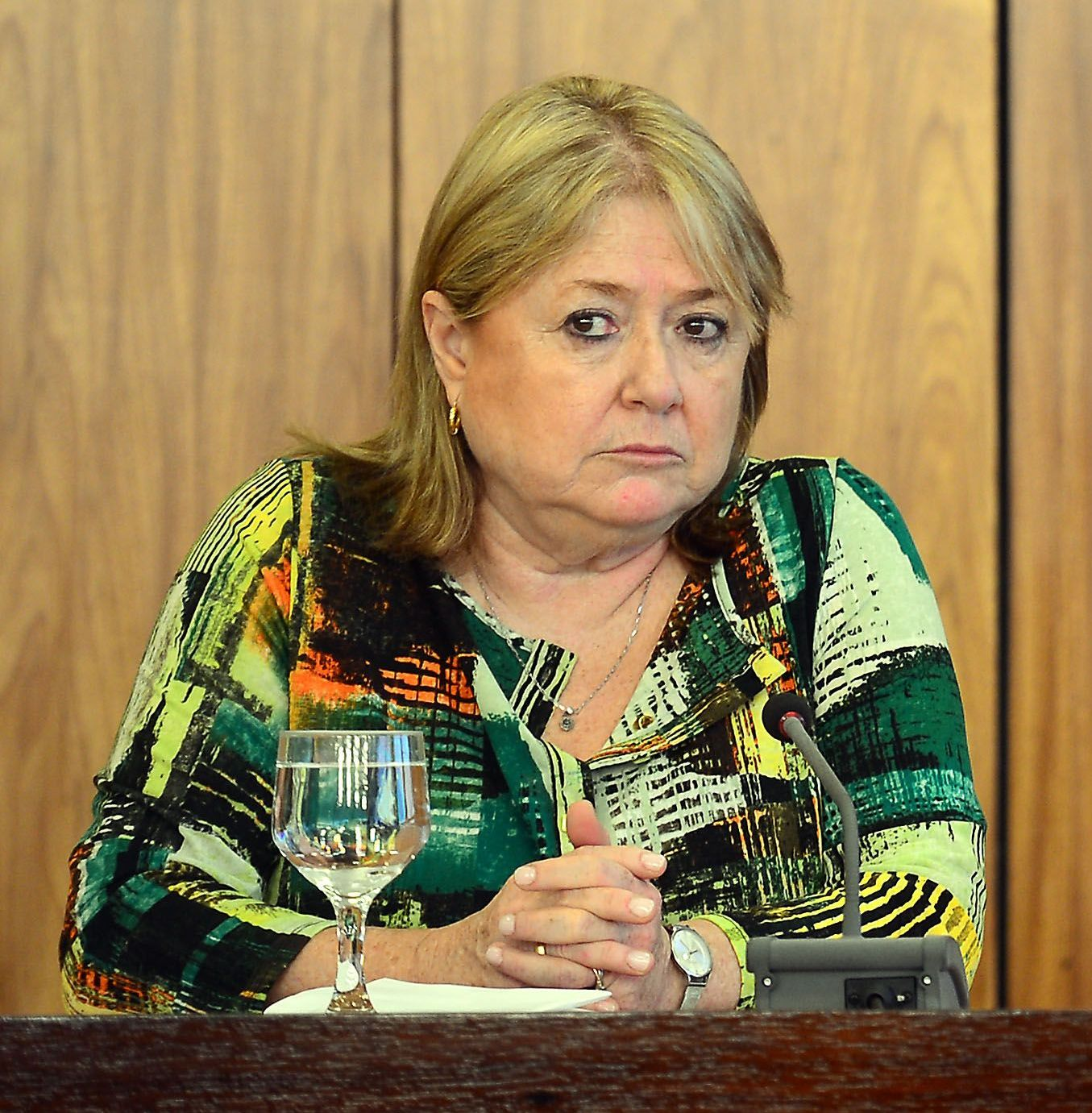
سوزانا مالکورا

سوزانا مالکورا (انگلیسی: Susana Malcorra؛ زادهٔ ۱۸ نوامبر ۱۹۵۴) یک سیاست‌مدار اهل آرژانتین و وزیر خارجه فعلی آرژانتین است که قبلاً رئیس دفتر اجرایی سازمان ملل بود. او به چهار زبان صحبت می‌کند و در گذشته قبل از اینکه رئیس تله‌کام در آرژانتین شود، در شرکت آی‌بی‌ام کار می‌کرد.